# Schloß Hubertus (1934)
Schloss Hubertus ist ein deutsches Drama unter Regie von Hans Deppe und mit Friedrich Ulmer, Hansi Knoteck und Arthur Schröder. Es ist eine Adaption des gleichnamigen Romans von Ludwig Ganghofer.
Die Sets des Films wurden vom Filmarchitekten Carl Ludwig Kirmse entworfen. Die Dreharbeiten fanden in Kärnten in Österreich und in Bayern statt. Es war populär genug, um nach seiner Uraufführung 1934 im Jahr 1950 in der Bundesrepublik Deutschland wiederveröffentlicht zu werden.